# Matilda (barnbok)
Matilda är en barnbok av Roald Dahl.

## Handling
Boken handlar om Matilda Vidrigson. Hon är väldigt smart, men hennes föräldrar vill inte veta av henne.  
Herr Vidrigson är bilförsäljare och älskar att vara dum mot Matilda. Matilda använder dock sin uppfinningsrikedom och hämnas på något smart sätt varje gång. Hon ut de mest briljanta planer man kan tänka sig när hon ska hämnas. När Matilda börjar skolan gör hon detsamma fast mot rektorn, eftersom rektorn på skolan är väldigt elak, särskilt mot Matilda.
Skolan är enkel för Matilda. Hon kan redan alla multiplikationstabellerna och läsa vad som helst. Hon blir god vän med den söta och varmhjärtade lärarinnan Ms. Honey (fröken Honung på svenska) och en flicka vid namn Lavender. Några andra äldre barn är också väldigt snälla mot henne.
Men så en dag upptäcker Matilda att hon har övernaturliga krafter, som hon har blivit försedd med för att hjälpa andra människor. Hennes lärare, Fröken Honung, har några mindre problem och Matilda beslutar sig att ta itu med dem. Matildas mål är Rektor Trunchbull (på svenska Fru Domderasson). Men det blir inte lätt när ens rektor har varit olympisk mästare i släggkastning och har ett häftigt temperament. Om man inte skötte sig, så blev man inlåst i "Skamvrån". I slutet av boken bestämmer sig Matilda för att hon tänker lämna sin familj och flytta in hos Ms. Honey.

## Adaptioner
En musikal baserad på boken och med samma namn hade premiär 2010.